# 富士見市立つるせ台小学校
富士見市立つるせ台小学校（ふじみしりつ つるせだいしょうがっこう）は、埼玉県富士見市鶴瀬西二丁目にある市立小学校。

## 沿革

### 経緯
つるせ台小学校は、鶴瀬西小学校と上沢小学校の統合により2006年4月に開校した。2008年までは、旧上沢小学校の校舎を利用していたが、2009年の1月から現在地にある新校舎を利用している。2010年の4月には、工事中だった校庭が開放されて校庭を全面使用可能になった。
新校舎の利用開始とともに休館中だった富士見市立図書館鶴瀬西分館を再開。分館は校舎の一部を利用している。

### 年表
出典
- 2006年（平成18年）
  - 4月1日 - 鶴瀬西小学校と上沢小学校の統合により開校。
  - 4月10日 -第1回入学式挙行。
  - 7月12日 - PTA創立総会開催。
- 2007年（平成19年）3月22日 - 第1回卒業証書授与式挙行。最初の卒業生は85名。
- 2009年（平成21年）
  - 1月8日 - 新校舎へ移転、富士見市立図書館鶴瀬西分館の開館を再開。
  - 2月5日 - 新校舎落成記念式典挙行。
- 2010年（平成22年）4月8日 - 校庭の全面開放。[要出典]
- 2012年（平成24年）6月30日 - つるせ台小学校区合同防災訓練実施。

## 学校行事
| - 4月 始業式・入学式 - 5月 プール開き - 6月 全校遠足 | - 7月 1学期終業式、林間学校 - 8月 - 9月 2学期始業式、運動会 | - 10月 修学旅行 - 11月 校内音楽会 - 12月 持久走大会、2学期終業式 | - 1月 3学期始業式 - 2月 学校公開日 - 3月 卒業式・修了式 |

## 進学先中学校
- 富士見市立富士見台中学校

## 学校周辺
- 富士見市立図書館鶴瀬西分館 - 校舎に併設。教職員の指導のもとで児童が校舎内から利用することが可能。
- つるせ台公園
- 富士見市立第六保育園
- むさし野緑地公園
- 社会福祉法人秀和会鶴瀬れんげ保育園
- 富士見市立鶴瀬西交流センター
- 東武鉄道東上線 - 線路は近いが、鶴瀬駅はやや離れている。

## アクセス
- 東武東上線鶴瀬駅（西口）から、徒歩約700m・約12分。